# Жилтопоп
Жилтопо́п (болг. Жълтопоп) — село в Старозагорській області Болгарії. Входить до складу общини Гурково.

## Населення
За даними перепису населення 2011 року у селі проживали 2 особи.
Розподіл населення за віком у 2011 році:
Динаміка населення: